# Morano Calabro
Morano Calabro ist eine italienische Gemeinde in der Provinz Cosenza in Kalabrien mit 3826 Einwohnern (Stand 31. Dezember 2023) und ist Mitglied der Vereinigung I borghi più belli d’Italia (Die schönsten Orte Italiens).

## Geografie
Morano Calabro liegt etwa 51 km nördlich von Cosenza am Oberlauf des Flusses Coscile auf einem Hügel in Sichtweite des Pollinomassives und südlich des Nationalpark Pollino. 
Die Nachbargemeinden sind Castrovillari, Mormanno, Rotonda (PZ), San Basile, Saracena und Viggianello (PZ).

## Verkehr
Der Ort hatte einen Bahnhof an der Bahnstrecke Lagonegro–Spezzano Albanese.

## Sehenswürdigkeiten

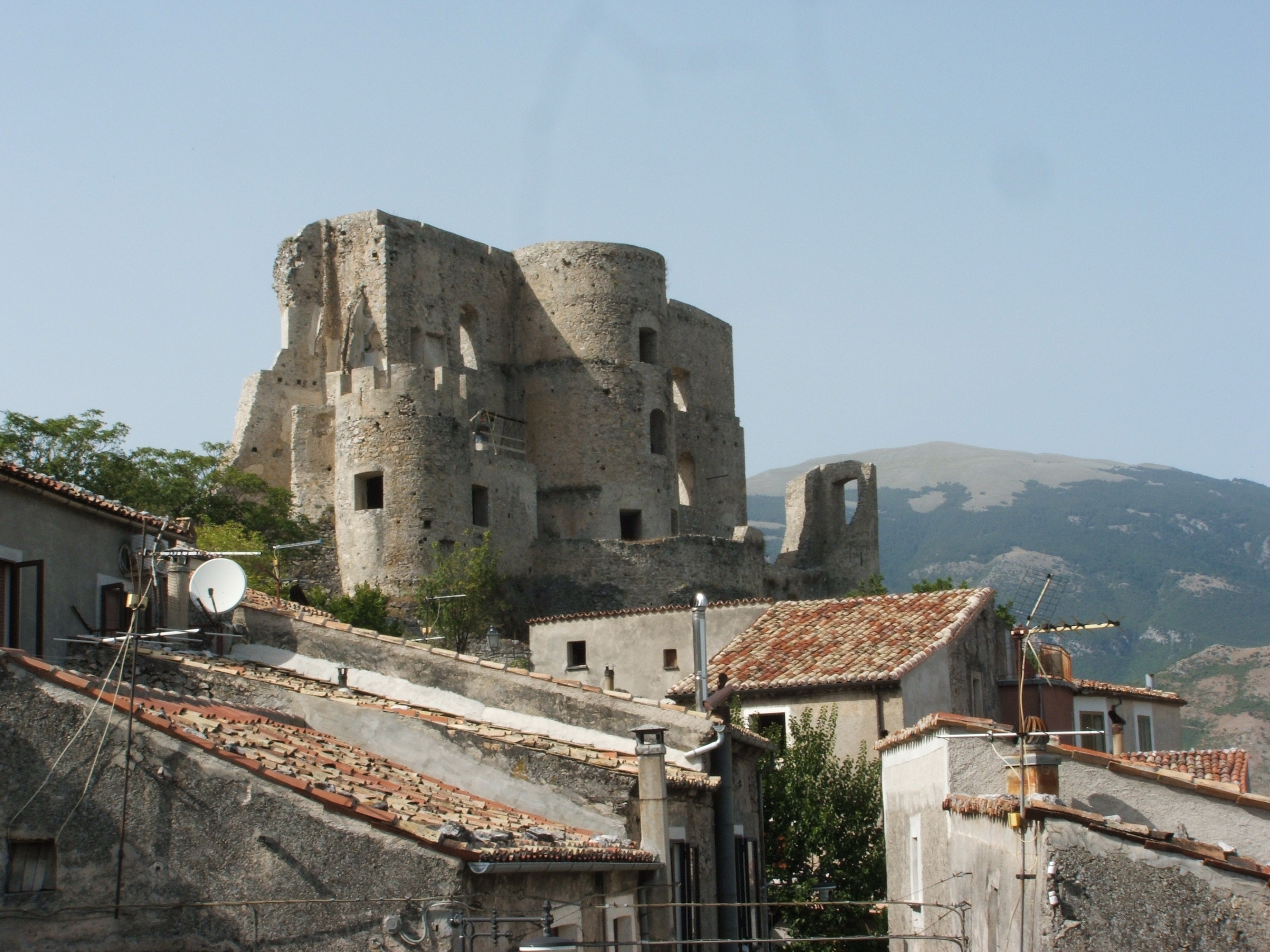
Die Burg

Morano wird überragt von den Ruinen einer Burg, die zur Zeit der normannischen Herrschaft im frühen Mittelalter erbaut wurde. Später wurde sie geschleift und im 16. Jahrhundert wieder aufgebaut. In jüngster Zeit wurde die Burg weitgehend restauriert. Sie ist heute begehbar und kann für Veranstaltungen genutzt werden. In Morano haben sich zahlreiche Künstler angesiedelt, die den teilweise verlassenen Ort wiederbelebt haben und für zahlreiche originelle Details in den engen Gassen verantwortlich sind. 
Die Kirche San Bernadino stammt aus dem 15. Jahrhundert und ist Teil eines Klosters. Das Kloster wurde 1452 gegründet. Im Inneren befinden sich zahlreiche Kunstgegenstände wie ein Flügelaltar aus dem 15. Jahrhundert.
Die Magdalenkirche (Collegiata della Maddalena) stammt aus der byzantinischen Epoche. Die Kirche wurde im 16. Jahrhundert im Barockstil erbaut und Ende des 18. und Beginn des 19. Jahrhunderts umgebaut. Im Inneren sind Gemälde von Antonio Sarnelli und Francesco Lopez zu besichtigen.
Das Museo di Storia dell’ Agricoltura e della Pastorizia zeigt eine Sammlung der Landwirtschaft der Umgebung von Morano Calabro.

## Städtepartnerschaft
Moranos Partnerstadt ist Porto Alegre in Brasilien.

## In Morano geboren
Gaetano Scorza (1876–1939), Mathematiker